# Fastlandsspærringen
Fastlandsspærringen var den økonomiske blokade, som Napoleon indførte den 21. november 1806, mens han var i Berlin. Den skulle tvinge Storbritannien i knæ ved hjælp af økonomisk krigsførelse. Samtidig skulle de forholdsregler, der går under betegnelsen kontinentalspærringen beskytte det franske erhvervsliv mod enhver form for europæisk og transatlantisk konkurrence.

## Overblik
Fastlandsspærringen var Napoleons svar på en den blokade af de franske havne, som Storbritannien havde indført. Derfor var det vanskeligt for Napoleon at sikre sig, at der ikke foregik handel med Storbritannien. Den egentlige anledning var dog det franske nederlag i Slaget ved Trafalgar den 21. oktober 1805, som medførte, at Napoleon måtte opgive sin planer om at invadere Storbritannien og betød, at kommende slag måtte udkæmpes på kontinentet. For helt at forhindre Storbritanniens handel med kontinentet forbød Napoleon handel med varer til og fra De Britiske Øer. Britiske varer blev beslaglagt i de områder, som blev kontrolleret af Frankrig, britiske købmænd på kontinentet blev forfulgt af politiet. I slutningen af 1807 udvidede Napoleon fastlandsspærringen til også at omfatte neutral skibsfart, hvad der påvirkede den store dansk/norske handelsflåde. Yderligere gradvise skærpelser fulgte. Med dekretet fra Trianon den 5. august 1810 pålagde Napoleon alle importerede varer en importtold på 50 % – uanset deres oprindelsesland.
Napoleons protektionistiske system påførte ikke den britiske handel afgørende skader, og den britiske krone blev heller ikke svækket. Storbritannien sikrede sig nye markeder, især i Nordamerika. Til gengæld led Frankrig og de af Frankrig afhængige stater i høj grad skade. Kun dele af det indenlandske erhvervsliv oplevede det ønskede opsving – frem for alt tekstilindustrien og i første række silkeindustrien. Den tyske tekstilindustri i det siden 1801 franske Rhinland havde ligeledes fordel af, at den britiske konkurrence forsvandt. På grund af det pludselige bortfald af den statslige protektionisme efter 1813 blev disse erhverv imidlertid herefter udsat for et massivt tilpasningsbehov, da de teknisk set var tilbagestående i forhold til produktionsforholdene i Storbritannien.
En anden ulempe ved blokaden var, at smugleriet blomstrede. I handelskrigen med Storbritannien forsøgte Napoleon derfor at få umiddelbar kontrol over så meget af kysten som muligt. I traktaten mellem Holland og Frankrig af 16. marts 1810 måtte Holland afstå hele Zeeland med øen Schouwen, Brabant og Geldern på venstre bred af Waal. Den 1. juli 1810 abdicerede kongen af Holland Louis Bonaparte, hvilket den 9. juli medførte, at hele Holland pr. dekret blev underlagt Frankrig. Da britiske importvarer fortsat nåede frem til kontinentet, erklærede Napoleon, at han måtte bringe hele Nordsøkysten under direkte fransk kontrol. Den 13. december 1810 blev områder ved mundingerne af Ems, Weser og Elben samt hansestæderne Bremen, Hamburg og Lübeck annekteret af Frankrig. Napoleon overtrådte med annekteringen af hertugdømmet Oldenburg, hertugdømmet Arenberg-Meppen og fyrstedømmet Salm den indgåede traktat om Rhinforbundet, som forlangte, at de berørte herskere skulle give deres tilsagn.
Spærringen blev dermed et politisk instrument, som nødvendiggjorde militær indsats. Selv om Rusland i 1807 lod sig overtale til at følge fastlandsspærringen, lykkedes det ikke for Napoleon at erobre Storbritanniens allierede Portugal, selv om han forsøgte gentagne gange fra 1808. I 1810 tillod Napoleon de franske købmænd igen at optage en begrænset handel med Storbritannien mod at betale licensgebyrer. Samme år trådte Rusland ud af fastlandsspærringen, hvilket fik Napoleon til at indlede sit katastrofale felttog i Rusland i 1812.
Hertil kom, at fastlandsspærringen førte til utilfredshed i de besatte områder, især der hvor man var afhængig af britiske importvarer og måske endda i højere grad der, hvor man var afhængig af at kunne eksportere varer til Storbritannien. Det var tilfældet for Danmark-Norge, men også for de nordtyske havnebyer. F.eks. brød handelen med massegods som træ og korn fuldstændig sammen. Mange steder kom det til social uro. Napoleons herredømme blev ikke direkte truet af den grund, men hans anseelse led stor skade.

## Eksterne kilder
- http://www.napoleon-series.org/research/government/diplomatic/c_continental.html Arkiveret 8. juni 2011 hos  Wayback Machine